# Stare Chojno
Stare Chojno (pronunciación en polaco: /ˈstarɛ ˈxɔjnɔ/) es una aldea en el distrito administrativo de Siedliszcze, dentro del Chełm, Voivodato de Lublin, en el este de Polonia.